# Karl Neuman

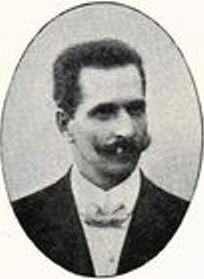
Karl Neuman.

Karl Oskar Fredrik Neuman, född 8 januari 1875 i Uddevalla, död 20 juli 1936 i Jakobs församling, Stockholm, var en svensk journalist.
Neuman var medarbetare i Bohusläns Annonsblad från 1895 till december 1896, redaktionssekreterare i Hallandsposten december 1896 till juli 1899 och i Luleposten juli 1899 till  april 1900, redaktör för Gellivarebladet december 1899 till mars 1901, medarbetare i Malmö-Tidningen mars till november 1901, medredaktör för Uddevallatidningen maj 1902 till oktober 1903, redaktör och utgivare av Söderhamns-Kuriren oktober 1903 till oktober 1906 samt slutligen medarbetare i Dagens Nyheter från oktober 1906.